# Crysis 2
Crysis 2 ist ein Computerspiel des deutschen Entwicklers Crytek und der Nachfolger von Crysis. Erscheinungsdatum war in den Vereinigten Staaten der 22. März 2011 und in Europa und Australien der 24. März 2011. Crysis 2 wurde für Windows, PlayStation 3 und Xbox 360 veröffentlicht. Bei Crysis 2 handelt es sich um den zweiten Teil der Ego-Shooter-Trilogie, dessen Handlung in New York spielt. Der Soundtrack wurde unter anderem vom Oscarpreisträger Hans Zimmer komponiert.

## Handlung
Die Kampagne spielt im Jahr 2023. Die aus Crysis bereits bekannten Aliens (Ceph) starten erneut eine Invasion mit dem Ziel, die komplette Menschheit zu vernichten. Das Spiel beginnt in einem U-Boot, in dem man zum ersten Mal die Rolle des Force-Recon-Soldaten Alcatraz übernimmt. Dieses wird aber, kurz nachdem es in der Bucht von New York eingelaufen ist, von feindlichen Ceph-Schiffen angegriffen und der Protagonist muss sich aus dem sinkenden U-Boot retten. Im New Yorker Hafenbecken werden die Überlebenden wieder von den Ceph beschossen und scheinbar alle bis auf Alcatraz getötet. Dieser wird von Prophet gerettet, der ihm seinen Nanosuit anlegt und anschließend mit den Worten „Vergessen Sie mich nicht“ Suizid begeht, da er mit dem Ceph-Virus infiziert ist.
Als der Protagonist wieder aufwacht, muss er sich zuerst durch eine Armee von privaten Söldnern, genannt C.E.L.L., kämpfen. Diese Elitesoldaten arbeiten für Crynet Systems, der Herstellerfirma des Nanosuits, die den Anzug zurückhaben will. Nachdem man diverse Truppen besiegt hat, erfährt man, dass Chino, der scheinbar im U-Boot ertrunken ist, doch noch lebt. Zusammen mit den US-Marines kämpft man sich durch das teilweise zerstörte New York.
Nachdem man Commander Lockhart, den Kommandanten der Söldner, getötet hat, erfährt man, dass Hargreave, der Inhaber von Crynet Systems, nur noch von einer Maschine und Medikamenten am Leben gehalten wird und nur durch ebendiese Maschinen mit der Außenwelt kommunizieren kann. Der dem Protagonisten zuvor freundlich gesinnte Hargreave versucht nun, ihn aus dem Nanosuit herauszuschneiden, um selber hineinzusteigen, da dieser biotechnologische Anzug Hargreaves einzige Möglichkeit wäre, außerhalb seiner „Lebenserhaltungsmaschine“ zu existieren.
Als die Einrichtung von den Ceph angegriffen wird, befiehlt Hargreave vor seinem Tod den C.E.L.L.-Söldnern, Alcatraz zu unterstützen. Im finalen Level, das im schwebenden Central Park New Yorks spielt, muss Alcatraz die Hauptstruktur der Aliens zerstören und so die Erde vor der zweiten Invasion (nach Nomad im ersten Teil) der Aliens retten.
Das Spiel endet mit einem Flashback. Es wird klar, dass Prophet sich mit dem Nanosuit vereint hatte, bevor er starb. Die Ceph werden vernichtet und der Rückblick endet mit einer Einstellung von Alcatraz in Prophets Suit vor dem Central Park mit dem Satz „Man nennt mich Prophet“.

## Entwicklungsgeschichte
Am 1. Juni 2009 wurde Crysis 2 in einer offiziellen Pressemitteilung angekündigt. Entwickelt wurde der Einzelspielermodus des Nachfolgers von Crysis im Hauptstudio in Frankfurt, der Mehrspielermodus dagegen bei Crytek UK in Nottingham. Crysis 2 basiert auf der CryEngine 3. Eine Mehrspieler-Demo erschien am 25. Januar 2011 für die Xbox 360, am 1. März 2011 für Windows und am 15. März für die PlayStation 3, für letztere Konsole jedoch nicht in Deutschland.
Eine geleakte Beta-Version vom Januar 2011 erschien erstmals am 11. Februar auf verschiedenen Torrent-Seiten zum Download. In dieser Vorabversion von Crysis 2 ist der komplette Einzelspielermodus sowie der Mehrspielermodus spielbar. Einschränkungen dagegen sind häufiger auftretende Bugs sowie Grafikfehler und unfertige Szenen. Wer für die ungewollte Veröffentlichung verantwortlich ist, ist unklar. Hierzu meldete sich Chef-Entwickler Cevat Yerli zu Wort: „Wie ihr alle sicher gehört habt, ist eine frühe und unfertige Version von Crysis 2 online aufgetaucht. Auch wenn wir wegen dieser Ereignisse sehr enttäuscht sind, sind wir auch von der Unterstützung überwältigt, die wir durch euch, unsere Community, erfahren haben“. Jedoch machte er auch deutlich, dass die fertige Kauf-Version deutlich besser sei als die illegale Beta-Version, so Yerli weiter: „Wir arbeiten immer noch daran, unseren ehrlichen und wahren Fans eine tolle Spielerfahrung zu bieten. Ich hoffe, ihr werdet Spaß mit Crysis 2 auf dem PC haben, denn wir glauben, dass es unser bisher bestes PC-Spiel ist“.

## Veröffentlichung
Neben der Standard-Version erschienen auch eine Limited- und eine Nano-Edition. Die eigentlich nur für Vorbestellungen gedachte Limited-Edition enthält gegenüber der Standard-Edition rein virtuelle Mehrspieler-Boni. Die Nano-Edition beinhaltet neben dem Spiel in einem Steelbook auch eine 28 cm große Figur des Protagonisten Alcatraz sowie einen Hochglanz-Kunstband und einen speziellen Nanosuit-Rucksack. Außerdem werden in einigen Elektromärkten auch einzelne Steelbooks verkauft.
Bereits am Erscheinungstag wurde der erste Patch für Crysis 2 veröffentlicht. Dieser enthielt einige Bugfixes sowie die Entfernung der in der Mehrspieler-Beta kritisierten, nur bei Konsolen vorhandenen, Auto-Aim-Funktion im Mehrspielermodus.
Mittlerweile wurde ein DirectX-11-Patch mit verbesserten Texturen am 27. Juni 2011 veröffentlicht. Der Patch 1.9 beinhaltet nicht nur DirectX 11, sondern behebt auch einige Fehler im Mehrspielermodus.

## Mehrspielermodus
Der Mehrspielermodus ist so angelegt, dass sich die Spieler von Rang 1 (Kadett I) bis 50 (Befehlshaber) hochspielen können.
| Rang-Nr. | Rang-Name         | Rang-Nr. | Rang-Name         | Rang-Nr. | Rang-Name          |
| -------- | ----------------- | -------- | ----------------- | -------- | ------------------ |
| 1        | Kadett I          | 18       | Spezialist III    | 35       | Veteran II         |
| 2        | Kadett II         | 19       | Ranger I          | 36       | Veteran III        |
| 3        | Kadett III        | 20       | Ranger II         | 37       | Major I            |
| 4        | Rekrut I          | 21       | Ranger III        | 38       | Major II           |
| 5        | Rekrut II         | 22       | Garde I           | 39       | Major III          |
| 6        | Rekrut III        | 23       | Garde II          | 40       | Vollstrecker I     |
| 7        | Gefreiter I       | 24       | Garde III         | 41       | Vollstrecker II    |
| 8        | Gefreiter II      | 25       | Operative I       | 42       | Vollstrecker III   |
| 9        | Gefreiter III     | 26       | Operative II      | 43       | Oberst I           |
| 10       | Trooper I         | 27       | Operative III     | 44       | Oberst II          |
| 11       | Trooper II        | 28       | Unteroffizier I   | 45       | Oberst III         |
| 12       | Trooper III       | 29       | Unteroffizier II  | 46       | General I          |
| 13       | Obergefreiter I   | 30       | Unteroffizier III | 47       | General II         |
| 14       | Obergefreiter II  | 31       | Feldwebel I       | 48       | General III        |
| 15       | Obergefreiter III | 32       | Feldwebel II      | 49       | Gruppen-Kommandant |
| 16       | Spezialist I      | 33       | Feldwebel III     | 50       | Befehlshaber       |
| 17       | Spezialist II     | 34       | Veteran I         |          |                    |

## Rezeption
Mit einem Metascore von 86 % bei der Xbox-360- und 87 % der PC- und PlayStation-3-Version wurde das Spiel von der Presse allgemein positiv aufgenommen. So schrieb die Zeitschrift GamePro: „Crysis 2 ist ein Muss für Shooter-Fans und endlich auch mal ein Genrevertreter, der gegen den Trend immer kürzerer Kampagnen geht.“ Bemängelt wurde jedoch das Fehlen der „Wow-Momente: Den einen riesigen Gegner oder DAS Ereignis an das ich mich auch in Monaten noch erinnere, bietet Crysis 2 nicht. Auch die KI der Gegner hakt hier und da.“
Die Zeitschrift GameStar titelte Crysis 2 als „technisch fast perfekte[n] Edel-Shooter.“ Es fehle jedoch ebenfalls „noch das Besondere, dieser eine Moment, den ich untrennbar mit dem Spiel verbinde. Wenn mich nämlich einer nach meiner Lieblingsszene aus Crysis 2 fragt, fällt mir spontan keine ein. Vielleicht gibt’s davon einfach zu viele.“ Allgemein spiele sich Crysis 2 jedoch „wesentlich flüssiger als der Vorgänger. Mehr Tempo, mehr Action.“
Das Schweizer Online-Magazin GBase.ch vergab 8,5 von 10 Punkten für die PC-, PlayStation-3- und Xbox-360-Fassung von Crysis 2. Gelobt wurden vor allem die vielseitigen Gefechte, der verbesserte Nanosuit, der umfangreiche Online-Modus und die technische Präsentation. Kritisiert wurden etwa die wirre Handlung, die blassen Charaktere und die durchwachsene Gegner-KI.
Am 25. April 2012 kritisierten Politiker der CDU/CSU-Bundestagsfraktion die Entscheidung der Jury des Bundesverbands Interaktive Unterhaltungssoftware (BIU), des Bundesverbands der Computerspieleindustrie (G.A.M.E) sowie der Bundesregierung, Crysis 2 für den Deutschen Computerspielpreis als Bestes Deutsches Spiel zu nominieren, den es schließlich auch erhielt. In einer Stellungnahme von Wolfgang Börnsen, medienpolitischer Sprecher der CDU/CSU, hieß es: „Die CDU/CSU-Bundestagsfraktion distanziert sich von der Entscheidung der unabhängigen Jury, in der Kategorie ‚Bestes Deutsches Spiel‘ ein so genanntes Killerspiel zu nominieren. Wir halten diese Nominierung für unvertretbar.“ Die Bundestagsabgeordneten Sebastian Blumenthal (FDP), Siegmund Ehrmann (SPD), Malte Spitz und Tabea Rößner (beide Grüne) sowie der christdemokratische cnetz – Verein für Netzpolitik wiesen diese Kritik an der Jury zurück.

## Fortsetzung
Anfang 2012 kündigte Crytek auf der Game Developers Conference (GDC) wie vermutet eine Fortsetzung an, die den Namen Crysis 3 tragen soll. Das Spiel wird mit der weiterentwickelten CryEngine 3 laufen. Nachdem am 11. April die Existenz von Crysis 3 unbeabsichtigt durch einen Fehler bei Origin bekannt geworden war, bestätigten Crytek und Electronic Arts die Fortsetzung am 16. April 2012. Im dritten Teil der Serie wird es ein Wiedersehen mit Prophet geben, der sich auf einem Rachefeldzug gegen die CELL-Corporation befindet. Crysis 3 ist in Deutschland am 21. Februar 2013 erschienen. Die Handlung ist wie bereits im zweiten Teil von Crysis in New York angesiedelt, wobei sich die Stadt deutlich verändert hat und jetzt äußerlich eher dem dschungelartigen Ambiente des ersten Teils ähnelt. Der Spieler muss sich in sieben unterschiedlichen Umgebungen zurechtfinden. Der offizielle Trailer für Crysis 3 ist am 24. April 2012 erschienen.